# Publius Nigidius Figulus
Publius Nigidius Figulus, född omkring 98 f.Kr., död omkring 45 f.Kr., var en romersk politiker och lärd.
Nigidius Figulus var praetor 58 f.Kr. Han var vän till Pompejus och landsförvisades av Julius Caesar. Enligt Cicero skall han ha återupprättat Pythagoras filosofi. Han författade bland annat en grammatik samt filosofiska och astrologiska skrifter, vilka nu endast finns kvar som fragment, utgivna av Heinrich Swoboda 1889.